# آیروندیل (میزوری)
آیروندیل (به انگلیسی: Irondale) یک شهر در ایالات متحده آمریکا است که در شهرستان واشینگتن، میزوری واقع شده‌است. آیروندیل ۱٫۴۰ کیلومتر مربع مساحت و ۴۴۵ نفر جمعیت دارد و ۲۴۶ متر بالاتر از سطح دریا قرار دارد.